# Гусев, Сергей Михайлович
Сергей Михайлович Гусев (род. 30 октября 1961) — российский футбольный судья международной категории.

## Биография
Работал главным арбитром с 1992 года. В 1996—2000 годах отработал на 77 матчах чемпионата России. 22 июля 1998 года работал главным арбитром на матче 1 квалификационного раунда Лиги чемпионов 1998/99 «Грассхоппер» Цюрих — «Женесс» Эш-сюр-Альзетт (6:0).
После окончания судейской карьеры работал президентом Федерации футбола в Тобольске. C 2014 года был учредителем и президентом МФК «Тобол». Входил в состав учредителей Общественной организации «Федерация ветеранов футбола Тюменской области».
В 2017 году был задержан по подозрению в педофилии.